# Lapouyade
Lapouyade (in okzitanischer Sprache: La Pojada) ist eine französische Gemeinde mit 545 Einwohnern (Stand: 1. Januar 2022) im Département Gironde in der Region Nouvelle-Aquitaine. Sie gehört zum Arrondissement Libourne und zum Kanton Le Nord-Libournais. Die Einwohner werden Lapouyadais genannt.

## Lage
Lapouyade liegt an der Grenze zum Département Charente-Maritime, etwa 36 Kilometer nordöstlich von Bordeaux. Umgeben wird Lapouyade von den Nachbargemeinden Clérac im Norden, Cercoux im Nordosten, Maransin im Osten und Südosten, Tizac-de-Lapouyade im Süden und Südwesten, Laruscade im Westen sowie Bedenac im Nordwesten.

## Bevölkerungsentwicklung
| Jahr                       | 1962 | 1968 | 1975 | 1982 | 1990 | 1999 | 2011 | 2020 |
| Einwohner                  | 536  | 525  | 484  | 452  | 476  | 429  | 478  | 516  |
| Quellen: Cassini und INSEE |      |      |      |      |      |      |      |      |

## Sehenswürdigkeiten
- Neugotische Kirche Sainte-Madeleine, 2009 renoviert, Glocke von 1543 seit 1925 Monument historique

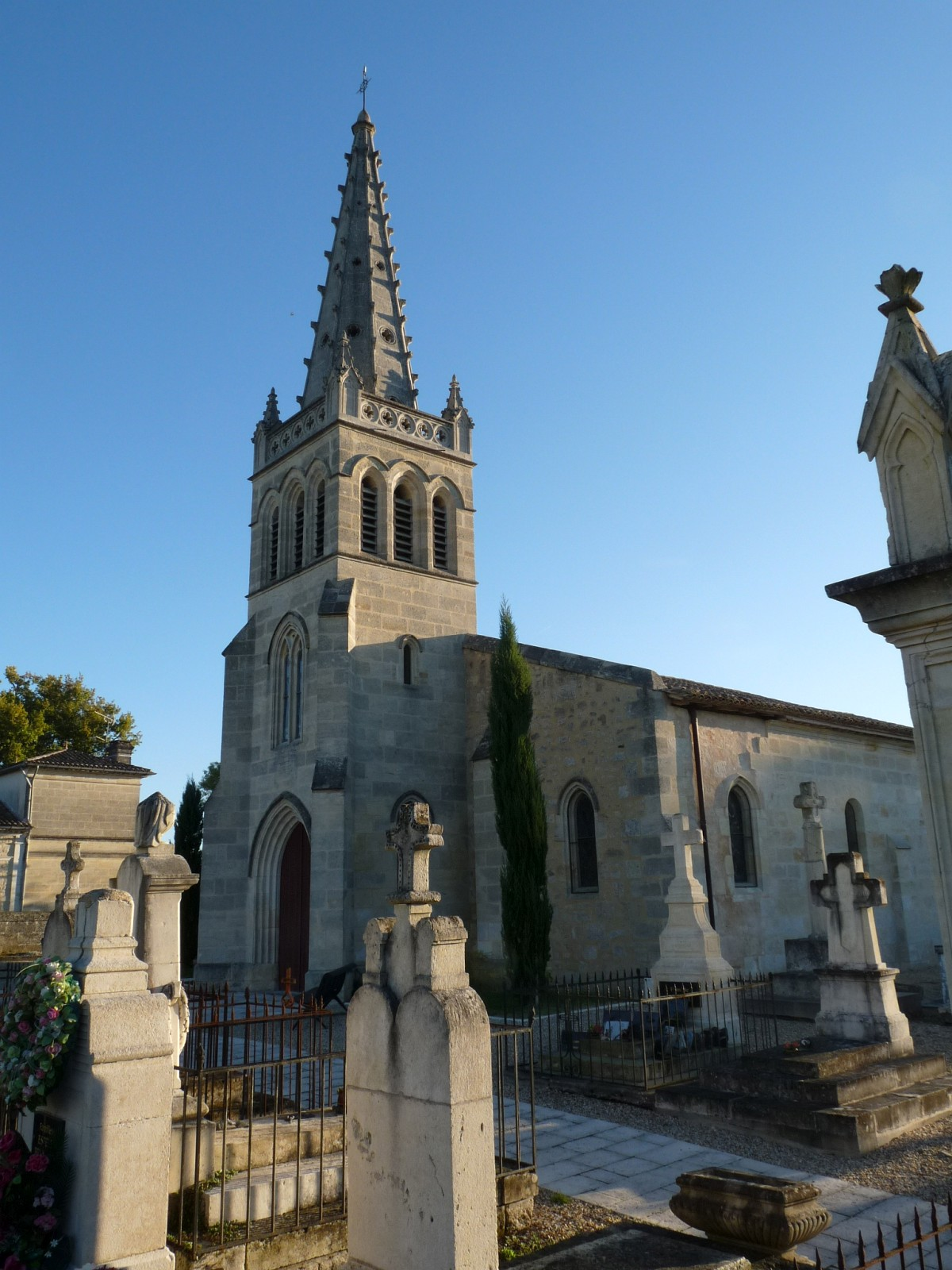
Kirche Sainte-Madeleine
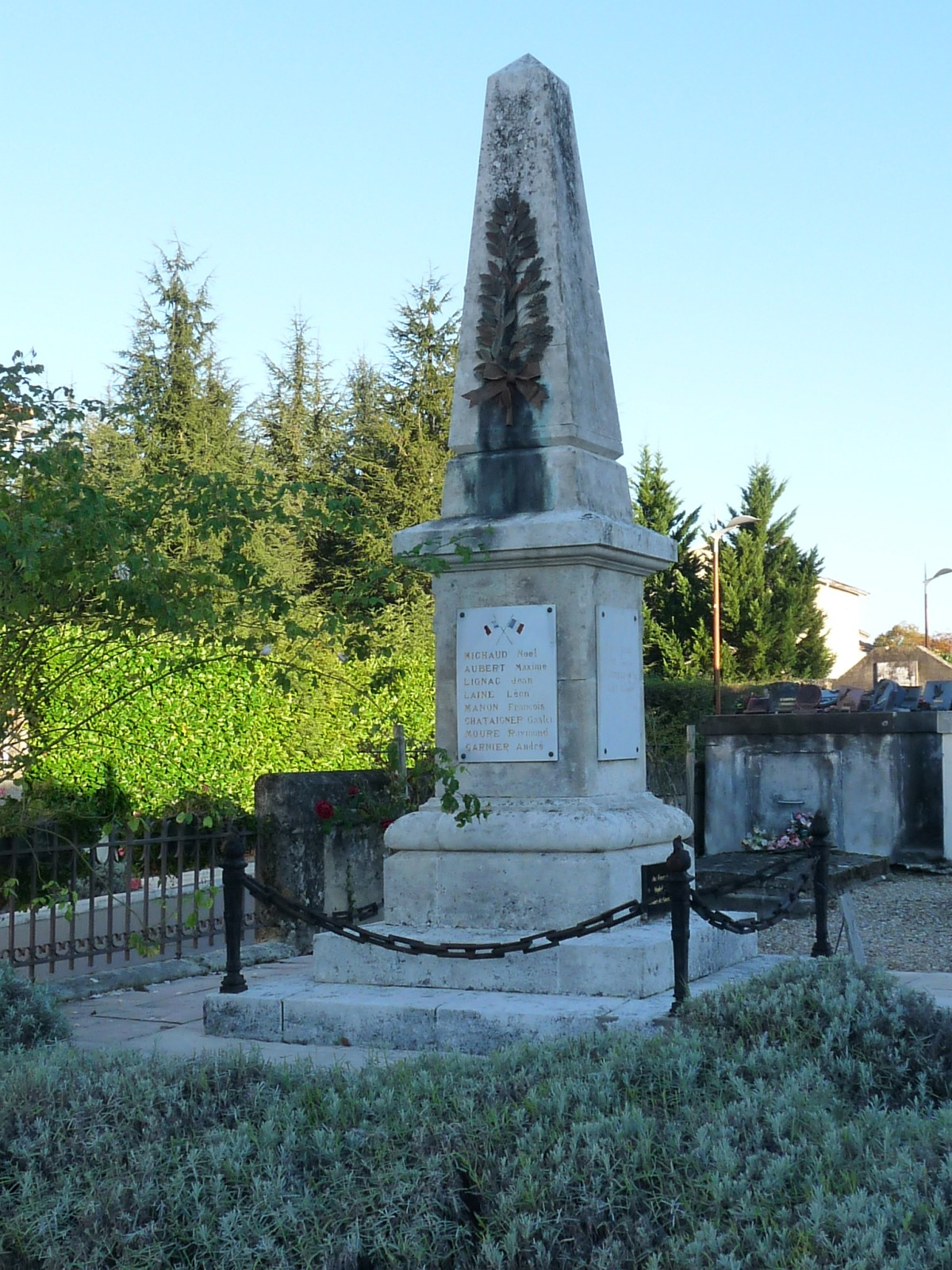
Gefallenendenkmal